# Manusos Manusakas
Manusos  Ioannu Manusakas (griechisch Μανούσος Ιωάννου Μανούσακας, * 3. Dezember 1914 in Rethymno; † 16. Juli 2003), in französischer Transkription Manousos Ioannou Manousacas, war ein griechischer Byzantinist und Neogräzist.

## Leben
Manousakas stammte großväterlicherseits aus der Sphakia und dem Dorf Imbros. Nach dem Besuch des Gymnasiums seiner Heimat studierte er von 1932 bis 1937 an der Philosophischen Fakultät der Universität Athen. Von 1938 bis 1941 war er Sekretär des Redaktionskomitees der Εταιρεία Κρητικών Σπουδών (Gesellschaft für kretische Studien). 1942 wurde er zum Redakteur des Μεσαιωνικού Αρχείου (Mittelalterarchivs) ernannt, des späteren Κέντρου Ερεύνης του Μεσαιωνικού και Νέου Ελληνισμού (Forschungszentrums für das mittelalterliche und neuere Griechentum) der Akademie von Athen, und von 1951 bis 1961 zum Direktor derselben Einrichtung.
Von 1947 bis 1951 studierte er mit einem Stipendium der französischen Regierung in Paris. Mit einem weiteren Stipendium des CNRS besuchte er Veranstaltungen an der Sorbonne und der École Pratique des Hautes Études, um sich in Paläographie und in der Technik der Edition alter Texte und Drucke zu spezialisieren. Im März 1951 wurde er mit einer Dissertation unter dem Titel Contribution à l’histoire de l’épistolographie neo-hellénique als Bester seines Jahrgangs an der Faculté des Lettres der Universität Paris promoviert. Im März 1960 wurde er mit einer Dissertation unter dem Titel Η εν Κρήτη συνωμοσία του Σήφη Βλαστού (1453–1454) και η νέα συνωμοτική κίνησης του 1460–1462 („Die Verschwörung des Siphis Vlastos auf Kreta (1453–1454) und die neue verschwörerische Bewegung von 1460–1462“) als Bester seines Jahrgangs an der Universität Thessaloniki promoviert.
1961 wurde er auf den Lehrstuhl für Geschichte des Mittelalters und der Neuzeit an der Universität Thessaloniki berufen und lehrte dort bis 1966. In diesem Jahr ernannte ihn die Akademie von Athen zum Direktor des Istituto Ellenico di Studi Bizantini e Postbizantini di Venezia, eine Stellung, die er bis 1982 innehatte. Von 1975 bis 1980 war er Direktor des Κέντρο Βυζαντινών και Νεοελληνικών Ερευνών του Εθνικού Ιδρύματος Ερευνών  (Zentrum für byzantinistische und neogräzistische Forschungen des Nationalen Hellenischen Forschungszentrums) und von 1975 bis 1981 Vorsitzender des Verwaltungsrats der Universität Kreta. 1980 wurde er zum korrespondierenden Mitglied der Akademie von Athen, 1982 zum Ακαδημαϊκός und 1995 zu ihrem Vorsitzenden gewählt.
Von 1962 bis 1982 gab er die Zeitschrift Θησαυρίσματα des Istituto Ellenico di Studi Bizantini e Postbizantini di Venezia heraus.

## Forschungsschwerpunkte
Seine Forschungsschwerpunkte waren die neugriechische Epistolographie (Frangiskos Skuphos, griechisch Φραγκίσκος Σκούφος), die byzantinische und postbyzantinische Geschichte, insbesondere die Zeit der Venetokratie und die kretische Literatur der Renaissance (eine unbekannte kretische Komödie Die vergessene Braut) sowie die Paläographie (die 574 Miniaturen im Werk des Johannes Skylitzes) und Editionsphilologie.

## Auszeichnungen
- 1960: Zappa-Preis der Association pour l’encouragement des études grecques en France
- 1980: Herder-Preis der Universität Wien
- Der vom Ökumenischen Patriarchat von Konstantinopel (Οικουμενικό Πατριαρχείο) verliehene Titel Μέγας Υπομνηματογράφος („Großer Protokollführer“)
- 1991: Ehrendoktorwürde der Universität Bologna
- 1994: Goldmedaille der Universität Kreta
- 2001: Großkommandeur des Phönix-Ordens

## Schriften (Auswahl)
Schriftenverzeichnis
- Angeliki Panopulu, Kostas Tsiknakis (Αγγελική Πανοπούλου, Κώστας Τσικνάκης): Αναγραφή δημοσιευμάτων Μανούσου Ι. Μανούσακα. In: Θησαυρίσματα Bd. 34, 2004, S. 13–68. – („Verzeichnis der Veröffentlichungen von Manusos I. Manusakas“)

Monographien
- Contribution à l’histoire de l’épistolographie neo-hellénique. Thèse de doctorat, Paris 1951.
- La littérature crétoise à l’époque vénitienne. Athen 1955.
- Η εν Κρήτη συνωμοσία του Σήφη Βλαστού (1453–1454) και η νέα συνωμοτική κίνησης του 1460–1462. Diss. Thessaloniki 1960, (online). – („Die Verschwörung des Siphis Vlastos auf Kreta (1453–1454) und die neue verschwörerische Bewegung von 1460–1462“)
- Lettere patriarcali inedite: 1547–1806, agli arcivescovi di Filadelfia in Venezia ed alla confraternità dei Greci ortodossi. Istituto ellenico di studi bizantini e postbizantini, Venezia 1968.
- mit Hans-Georg Beck, Agostino Pertusi (Hrsg.): Venezia, centro di mediazione tra oriente e occidente (secoli XV–XVI). Aspetti e problemi. Atti del II convegno internazionale di storia della civiltà veneziana (Venezia, 3–6 ottobre 1973). 2 Bde. Florenz 1977.
- mit André Grabar: L’illustration du manuscrit de Skylitzès de la Bibliothèque Nationale de Madrid. Venedig 1979 (Biblioteca dell’istituto ellenico di studi bizantini e postbizantini di Venezia, 10). – Rez. von Christopher Walter, in: Revue des études byzantines 38, 1980, S. 321–322, (online).
- mit Walter Puchner: Die vergessene Braut. Bruchstücke einer unbekannten kretischen Komödie des 17. Jahrhunderts in den griechischen Märchenvarianten vom Typ AaTh 313c. Wien 1984 (Sitzungsberichte der phil.-hist. Klasse der Österreichischen Akademie der Wissenschaften, vol. 436).
- mit Konstantinos Staïkas: The publishing activity of the Greeks during the Italian Renaissance, 1469–1523. Greek Ministry of Culture, Athen 1987.
- François Scouphos (Φραγκίσκος Σκούφος): Ὁ Γραμματοφόρος : Le Courrier. Édition critique du recueil de ses lettres avec introduction, commentaire et répertoires par Manoussos Manoussacas, et avec la collaboration de Michel Lassithiotakis. Académie d’Athènes, Centre des recherches médiévales et néo-helléniques, 1998, ISBN 960-7099-64-8. – („Der Briefträger“)

Herausgeberschaften
- (mit Athanasios Kambylis u. a.): Corpus philosophorum medii aevi: Philosophi Byzantini. Akademie Athen.

Artikel
- Η διαθήκη του Αγγέλου Ακοτάντου (1436), αγνώστου κρητικού ζωγράφου (πίν. 52–53). In: Δελτίον Χριστιανικής Αρχαιολογικής Εταιρείας Reihe 4, Bd. 2, 1960–1961, S. 139–151, (online). – („Das Testament des Angelos Akotandos (1436), eines unbekannten kretischen Malers (Abb. 52–53)“)
- Η χρονολογία της κτιτορικής επιγραφής του Αγίου Δημητρίου του Μυστρά. In: Δελτίον της Χριστιανικής Αρχαιολογικής Εταιρείας Reihe 4, Bd. 1, 1959, S. 72–79, (online). – („Die Datierung der Gründungsinschrift von Mystras des Heiligen Dimitrios“)
- Recherches sur la vie de Jean Plousiadénos (Joseph de Méthone) (1429?–1500). In: Revue des études byzantines 17, 1959, S. 28–51, (online).